# Barbula costesii
Barbula costesii är en bladmossart som beskrevs av Thériot 1921. Barbula costesii ingår i släktet neonmossor, och familjen Pottiaceae. Inga underarter finns listade i Catalogue of Life.